# 朱物华
朱物华（1902年1月3日—1998年3月11日），又名佩韦，男，祖籍浙江绍兴，生于江苏扬州，中国无线电电子学家、水声工程专家，中国科学院院士。

## 生平
朱物华早年就读于江苏省第八中学。1919年毕业后，朱物华报考南京高等师范学校和交通大学，均被录取。当时，父亲因家中事业不顺、赋闲在家，家境颇显窘困，希望他能进全部免费的师范就读，以减轻家庭经济负担。但是，朱物华志在理工科，他很想进交大深造。恰逢在杭州第一师范学校任教不久回家度假的朱自清认为，弟弟的“兴趣很重要，考上交通大学不容易，还是上交通大学好”，并向父亲表示愿意承担朱物华的学习费用。终于取得了家中同意，朱物华选择了交大。朱物华在后来仍感激当时大哥的支持。在交通大学电机系的四年中，朱物华勤奋简朴。1923年，朱物华报考了清华大学庚子赔款赴美留学生。当时，除清华毕业生外，全国录取名额仅十名，男女各一半，竞争激烈，朱物华以第一名的成绩被录取，开始了留学生涯。
1923年，朱物华进入麻省理工学院电机系，次年获得硕士学位。1924年9月，考入哈佛大学。次年获得哈佛大学电机系硕士学位，继而攻读博士学位，1926年6月，获得哈佛大学博士学位，论文《滤波器的瞬流》。在获得博士学位后的一年时间里，他先后到英国、比利时、法国、瑞士、意大利、奥地利、德国、匈牙利、捷克九个国家考察访问，参观了一系列实验室和工厂；1927年8月，取道马赛回国。
他先受聘于中山大学任物理学教授。1930年，转到唐山交通大学任电工与物理学教授。1933年，朱物华就任北京大学物理系教授。1937年7月，抗日战争爆发，北京大学被迫南迁，朱物华随校迁至昆明，在西南联合大学任教授。他先在工学院电机系教“电信网络”等课，后又在理学院开设“无线电原理”课程。1945年8月，抗日战争结束后，朱物华受聘到交通大学电机系执教。
中华人民共和国成立后，朱物华先后被任命为交通大学工学院院长、副教务长。1955年至1961年，朱物华北上哈尔滨担任哈尔滨工业大学教务长、副校长。1955年，中国科学院选聘他为学部委员（后改称为中国科学院院士）。文化大革命期间，朱物华被批斗为“反动学术权威”，受到冲击。文化大革命结束后，1978年，朱物华担任上海交通大学校长，在全校范围内开展了以管理体制改革为中心内容的全面改革。在他的推动下，学校恢复了教学研究科，成立了教学法委员会，推行贯彻因材施教的原则，抓点带面试行导师制、选修制和分学制，推动全校开展课堂教学、考试方法、实验教学、毕业设计/论文等方面改革。1980年后任交大顾问。
此外，朱物华曾任国务院科学规划委员会委员，国家科学技术委员会电子专业组委员、声学专业组委员等职，当选为第三届全国人大代表，第二届、第三届、第五届、第六届全国政协委员，九三学社中央委员会委员，中国电子学会副理事长，上海电子学会理事长，中国声学学会理事。1998年在上海逝世。

## 家庭
胞兄是作家朱自清。

## 学术贡献
朱物华重视基础理论和实验研究，对新技术也十分关注。他在中国首次提出滤波器瞬流理论，研究成功使用载波频带在电力线上进行电话通话，解决了载波通道的信号频率提高而噪声降低问题。开创性地编写了电信网络、无线电原理、电视学、电力传输、电力系统自动化、电气自动化、电力系统中的频率自动调整、信息论、水声工程原理和声全息技术等教材。他的学生有杨振宁、朱光亚、邓稼先、江泽民等知名人物。江泽民祖上与朱物华先辈有关系，因此江泽民也时常称朱物华为二叔。在交大读书期间，江泽民曾修过朱物华英文授课的《电力传送》。